# Michele Cordaro
Michele Cordaro (Caltanissetta, 19 maggio 1943 – Roma, 13 marzo 2000) è stato uno storico dell'arte, critico d'arte e saggista italiano, specialista di teoria del restauro.

## Biografia
Michele Cordaro era originario di Caltanissetta.
Si iscrisse nel 1961 alla Facoltà di Lettere e Filosofia dell'Università di Palermo laureandosi con Cesare Brandi nel febbraio del 1966 (A.A. 1964-65) con una tesi intitolata Il film e le sue strutture formali.
Nel 1968 Michele Cordaro si trasferisce a Roma e si iscrive alla Scuola di perfezionamento in Storia dell'Arte presso l'Università “La Sapienza”, scuola fondata nei primi del Novecento da Adolfo Venturi e allora diretta da Cesare Brandi. Marisa Dalai Emiliani ricorda come Cordaro partecipasse con passione alle commissioni d'esame e sottolinea il modo in cui «stupiva studenti e colleghi trasformando molto spesso l'interrogazione in un'avventura intellettuale», considerando inoltre sorprendente «la sua capacità di coniugare la lezione di Brandi con quella di Argan».
Entra nel Ministero per i Beni Culturali il 1 marzo 1974 come funzionario nella Soprintendenza per i Beni Storici e Artistici  per le province di Parma e Piacenza, quindi nel 1975 divenne funzionario responsabile presso Istituto Centrale per il Restauro, che lascio' nel 1988 per dirigere  (1988-1994), l'Istituto nazionale per la grafica. Diviene direttore dell'Istituto Centrale per il Restauro (1994-2000). 
Importante teorico, impegnato in campo istituzionale, attivo nei cantieri di restauro, ha proseguito la linea tracciata da Brandi ma con autonomia e spirito critico, dando nuovo impulso all'attività dell'Istituto e allo sviluppo teorico-metodologico del restauro; ha sottolineato l'importanza dell'interdisciplinarità come dell'analisi materiale del testo figurativo, anche in riferimento alla sua valutazione storica ed estetica. Si è caratterizzato per l'attenzione rivolta alle contribuzioni degli specialisti in chimica, fisica, biologia, informatica  e documentazione in una logica interdisciplinare che è quella disegnata da Cesare Brandi nella organizzazione dell'ICR.
Numerosi i suoi contributi su problemi di conservazione e restauro di materiali tradizionali o nuovi, su argomenti di critica brandiana, su riflessioni teoriche, in parte riuniti nella raccolta "Restauro e tutela. Scritti scelti (1969-1999)", uscita nel 2000.
L’attività di Cordaro a capo dell'Istituto Centrale per il Restauro è contrassegnata da importanti interventi: dall'ultimo, e più complesso, quello delle volte crollate della Basilica superiore di San Francesco ad Assisi, a causa del terremoto nel '97, a quello della ''Camera degli sposi'' del Mantegna a Mantova. Cordaro si è occupato, inoltre, di importanti tele di Caravaggio, Raffaello e Rubens, oltre che del completamento delle indagini sui Bronzi di Riace. Ha seguito personalmente i lavori di stabilità della Torre di Pisa e la conclusione del ventennale restauro del ''Cenacolo'' di Leonardo da Vinci a Milano.
È stato professore di teoria e storia del restauro presso le università di Parma (1974-75), di Roma (1977-90) e di Viterbo (1990-99).
Muore nel 2000, per tumore, a Roma, all’età di 56 anni. 
Nel novembre 2012 gli è stato intitolato il Museo interdisciplinare regionale di Caltanissetta.

## Opere
- Mantegna La Camera degli Sposi a cura di Michele Cordaro. - Ivrea ; Milano : Olivetti : Electa, 1992. - 268 p. : tav. color. ; 28 cm.
- Cesare Brandi, Il restauro. Teoria e pratica, a cura di Michele Cordaro, postfazione di Giuseppe Basile, Editori Riuniti, Roma 2005 (1 edizione 1994)
- In ricordo di Michele Cordaro, Atti della giornata di studio (Roma, Complesso del San Michele, 5 luglio 2000), Ministero per i Beni e le Attività Culturali, edizione fuori commercio, Roma 2001
- Michele Cordaro, Restauro e tutela, a cura di Gisella Capponi in «Annali dell'Associazione Ranuccio Bianchi Bandinelli fondata da Giulio Carlo Argan», Graffiti editore Roma 2003